# چشم‌انداز کشاورزی اولاند جنوبی
چشم‌انداز کشاورزی اولاند جنوبی (سوئدی: södra Ölands odlingslandskap) ناحیه‌ای با مساحت بیش از ۵۶٬۰۰۰ هکتار (۱۴۰٬۰۰۰ جریب فرنگی) در جزیره اولاند در سوئد است. این ناحیه شامل استورا آلوارت (آلوار بزرگ)، فلات سنگ آهکی است که بیش از نیمی از ناحیه را تشکیل می‌دهد. استورا آلوارت یک ناحیه خنجرشکل با طول کمابیش ۴۰ کیلومتر (۲۵ مایل) و ۱۰ کیلومتر (۶٫۲ مایل) عرض در انتهای شمالی است. این دشت سنگ‌آهکی که نزدیک به یک چهارم مساحت جزیره است، بزرگ‌ترین از نوع خود در اروپا است. به دلیل لایه نازک خاک و سطح بالای پی‌اچ، طیف وسیعی از گیاهان، از جمله بسیاری از گونه‌های کمیاب، در آن یافت می‌شود.
چشم‌انداز کشاورزی اولاند جنوبی در سال ۲۰۰۰ توسط یونسکو به عنوان میراث جهانی تثبت شد، به دلیل تنوع زیستی شگفت‌انگیز در این مکان، و پیشاتاریخ آن و همچنین نحوه سازگاری انسان با شرایط طبیعی.